# Jan Petersen (politiker)
Jan Petersen, född 11 juni 1946 i Oslo, är en norsk politiker från dåvarande Oppegårds kommun som representerar partiet Høyre. Han är utbildad jurist.
Petersen var stortingsrepresentant 1981–2009 och partiledare för Høyre 1994–2004. 2001 ledde Petersen Høyre till ett stort framgångsval och banade därmed väg för en borgerlig regering. Petersen blev dock, trots att han ledde regeringens största parti, inte statsminister, utan var i stället utrikesminister i Regeringen Bondevik II 2001–2005.
Petersen var 2009–2014 norsk ambassadör i Österrike.